# Ardgroom
Ardgroom (en irlandès Dhá Dhroim, que vol dir "dos drumlins") és una vila d'Irlanda, al comtat de Cork, a la província de Munster, a la península de Beara. El seu nom fa referència a dos turons pedregosos dipositat per una glacera, Dromárd i Drombeg. Es troba al nord-oest de Glenbeg Lough, amb vista a l'estuari del riu Kenmare. Es troba entre la costa i les Muntanyes Slieve Miskish. El poble compta amb una botiga i oficina de correus (An Post), anomenat Harrington's. També compta amb una gasolinera Emo i un pub, The Village Inn.
Vora la vila hi un nombre de monuments megalítics, el més conegut dels quals probablement és el crómlech que es troba al sud-oest de la vila. Hi ha l'anomenat "Canfea" però a vegades se l'anomena cercle "Ardgroom SW" per distingir-lo de les restes d'un altre crómlech al nord-est de la vila. El cercle Canfea consisteix en 11 pedres, 9 d'elles encara alçades en un alineament fora del cercle. Inusualment per a un crómlech, les pedres tendeixen a disminuir cap als punts.